# Rogoredo FS (metropolitana di Milano)
Rogoredo FS è una stazione della linea M3 della metropolitana di Milano.

## Storia
La stazione è stata inaugurata il 12 maggio 1991, circa un anno dopo l'apertura della linea M3 che all'inizio limitava il tragitto a Centrale FS-Duomo e nel dicembre del 1990 aveva esteso il suo percorso da Duomo fino a Porta Romana.

## Strutture e impianti
Rogoredo FS, come tutte le altre stazioni della linea M3, è accessibile ai disabili. È realizzata su due livelli sotterranei:
- il primo è un mezzanino d'accesso che funge sia da sottopassaggio tra i due tratti di via Rogoredo separati dalla ferrovia, sia da piano di accesso ai binari della stazione. A questo livello vi trovano collocazione un'edicola, un bar, la biglietteria ATM ed i tornelli di ingresso alla metropolitana.
- Il secondo piano interrato comprende le banchine, che sono poste all'esterno rispetto ai binari e non comunicanti.

Sorge nella zona sud della città, nel quartiere Rogoredo, ed è stata anche realizzata in modo da consentire ai passeggeri di accedere direttamente ai binari della stazione di Milano Rogoredo con un sottopassaggio proprio riservato ai passeggeri della metropolitana. Da notare che è possibile accedere dal mezzanino anche al sottopassaggio di RFI, ma ogni utente che passa questo varco viene registrato. Possiede uscite in via Rogoredo e via Giovanni Battista Cassinis.

## Interscambi
- Stazione ferroviaria (Milano Rogoredo)
- Fermata autobus (77 - 88 - 88/ - 95 - 140 - NM3)

## Servizi
La stazione dispone di:
- Accessibilità per portatori di handicap
- Ascensori
- Scale mobili
- Emettitrice automatica biglietti
- Servizi igienici
- Stazione video sorvegliata
- Parcheggio di scambio con 650 posti auto + 14 per disabili + 100 posti moto